# Martyn Bennett
Martyn Bennett (17 de febrero de 1971 – 30 de enero de 2005) fue uno de los más destacados gaiteros escoceses junto a Gordon Duncan de finales del siglo XX y principios del siglo XXI.
Aunque nació en Canadá, Martyn vivió en Escocia siendo reconocido por los escoceses. Se inició a los diez años y a los doce ganó su primer premio en una competición. A los quince años ingresó en el City of Edinburgh Music School para posteriormente ingresar en 1990 en el Royal Scottish Academy of Music and Drama.
Su carrera musical estuvo llena de creatividad. Se inclinó por el mestizaje entre las músicas tradicionales del mundo y los ritmos modernos. Estuvo ligado al grupo Drumalban, dedicado a la danza y música. A mediados de los 90 participó en la banda sonora de la película Braveheart y compuso la pieza Mackay's Memoirs, que fue interpretada en la inauguración del Parlamento escocés.
Su discografía se inicia en 1996. Un año después saca a la luz Bothy Culture, al que le prosigue Hardland en el 2000, Glen Lyon en 2002 y Grit en 2003.
Aunque se le asocia con la gaita, también se aplicó con otros instrumentos como el violín y el piano.

## Muerte
Bennett murió en el Hospicio Marie Curie, en Edimburgo de cáncer el 30 de enero de 2005, a los 33 años. La noticia de su muerte se extendió entre los artistas que asistieron a la última noche de Celtic Connections. La noticia fue retenida por los alumnos de la Escuela de Música de Edimburgo que estaban grabando las memorias de Mackay al día siguiente. Su funeral se celebró en Mull.
El 15 de abril se celebró un concierto conmemorativo en el Queen's Hall de Edimburgo. Casi al mismo tiempo, el Martyn Bennett Trust fue creado por su familia y amigos, como un fondo conmemorativo para ayudar a los jóvenes músicos. El programa 2006 Celtic Connections incluyó un Día Martyn Bennet, celebrado el 14 de enero, con eventos para celebrar su trabajo. Toccata for Small Hands, escrita por Bennett para Kirsten, se realizó en público por primera vez. Greg Lawson fue comisionado para marcar un acuerdo de Liberación. Cuillin Music reformada para actuar en el evento. Después de la muerte de Bennett, la banda prefirió volver a trabajar el material en lugar de reproducirlo. En junio de 2006, se lanzó un libro It's Not the Time You Have ... que contenía recuerdos de Bennett, compilados por su madre.